# Somos nada
„Somos nada” to piosenka wykonywana przez amerykańską wokalistkę Christinę Aguilerę, wydana na singlu 18 listopada 2021 roku. Był to drugi singel promujący minialbum wykonawczyni La Fuerza, który potem ukazał się też na jej dziewiątym albumie studyjnym Aguilera.
Singel zajął piąte miejsce na liście Billboardu Latin Digital Song Sales oraz dziesiąte w notowaniu Spain Digital Songs tego samego wydawcy.

## Informacje o utworze

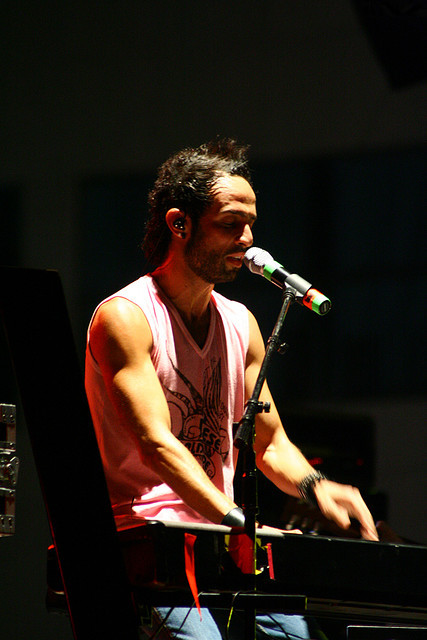
Mario Domm, który napisał tekst utworu.

„Somos nada” to latin-popowa ballada zaaranżowana pod pianino. Tekst utworu w poetycki sposób rzuca światło na takie tematy, jak wewnętrzna siła, odwaga i usamodzielnienie, wiara we własne możliwości, podejmowanie ryzyka w obliczu trudności. Piosenka opowiada o poszukiwaniu miłości w obliczu pustki i locie na „szklanych skrzydłach”.
Według Latynoskiej Akademii Muzyki (The Latin Recording Academy) utwór mówi o tym, jak potrafimy być jednocześnie „wszystkim i niczym” dla drugiego człowieka.
Nagranie skomponowano w tonacji a-moll, jest ono oparte na umiarkowanie wolnym ruchu 50 uderzeń na minutę. Głos Aguilery opiera się na oktawach, od C3 do D5. Autorami utworu są Aguilera, Federico Vindver, Mario Domm i Sharlene Taulé, a za produkcję odpowiadają Vindver i Rafa Arcaute.

## Wydanie singla
Piosenka zajęła pierwsze miejsce na listach przebojów iTunes Store w kilkunastu krajach świata, między innymi w Hiszpanii, Brazylii, Meksyku, Kostaryce, Ekwadorze, Gwatemali czy Peru. W kilku państwach debiutowała na szczycie notowania. Nagranie objęło też pozycję 1. na liście iTunes Top 100 Latin Songs w Stanach Zjednoczonych.
Utwór zadebiutował w notowaniu Billboardu Latin Digital Song Sales na pozycji dwudziestej piątej. Po tygodniu zajął na tej liście miejsce piąte.

## Recenzje
Ballada została pozytywnie oceniona przez krytyków muzycznych. Aldo Magallanes z meksykańskiego dziennika El Siglo de Torreón napisał, że Aguilera „ożywia tekst utworu tak, jak tylko ona potrafi, oddając jego głębię, wrażliwość i intensywność”. Pip Ellwood-Hughes, dziennikarz portalu Entertainment Focus, uznał, że piosenka jest „mocna” i znacząco różni się od poprzedniego singla z minialbumu La Fuerza – „Pa mis muchachas”, a Albert Nowicki, w recenzji albumu dla serwisu Prime News, twierdził, że „wokale wykonawczyni dostają się głęboko pod skórę”. Utwór pochwalił również za poetycki przekaz. Enrique Cerros, związany ze stroną NEIU Independent, wydał piosence pozytywną recenzję, pisząc: „Aguilera jest w szczytowej formie, kiedy śpiewa mezzosopranem i stroni od grubych, rozpraszających beatów – tak jak w «Somos nada»”. Zuzanna Janicka (The-Rockferry) chwaliła utwór za surową formę i „wielki głos” Aguilery. Utwór pozytywnie ocenił też Lucas Villa z serwisu Rolling Stone (za tekst i przekaz) oraz dziennikarz hiszpańskojęzycznej wersji tej strony (Rolling Stone en Español; „Aguilera odważyła się podjąć ryzyko, wydają nową piosenkę, «Somos nada»”). Sebas E. Alonso, piszący dla hiszpańskiego portalu Jenesaispop, jako zaletę „Somos nada” wymienił „szykowny nihilizm”. W omówieniu albumu La Fuerza dla platformy Medium uznano, że ballada jest wzruszająca i przemówi do słuchaczy „o złamanym sercu”.

## Teledysk
Teledysk oficjalnie ukazał się w sieci jeden dzień po premierze singla, 19 listopada 2021 roku. Był następnie promowany przez serwis YouTube, który opłacił emisję klipu na wizualnych billboardach w dużych miastach.
Zdjęcia do teledysku realizowano w Los Angeles.
Współtwórcy
- Reżyseria: Alexandre Moors[28]
- Dyrektor kreatywny: Danna Takako, Rudy Grazziani[29]
- Zdjęcia: Ross Richardson[29]
- Fotosy na planie zdjęciowym: David Black[29]
- Stylizacja: Anna Trevelyan[29]
- Wytwórnia: Good Company[29]

## Promocja
18 listopada 2021 roku Aguilera udzieliła wywiadu stacji telewizyjnej Univision, zapowiadając swój nadchodzący występ. Odbył się on tego samego dnia podczas 22. ceremonii wręczenia nagród Latin Grammy Awards w Las Vegas – wokalistka zaśpiewała medley swoich nowych singli, „Pa mis muchachas” oraz „Somos nada”. Na scenie nosiła kreację haute couture od Jean-Paula Gaultiera – czarny gorset i eleganckie, koronkowe body. Występ pochwalił między innymi piosenkarz Adam Lambert.
7 grudnia w Santa Monica odbyła się ceremonia wręczenia nagród People’s Choice, podczas której Aguilera zaśpiewała medley swoich utworów. Jednym z nich był „Somos nada”.

## Spuścizna
W lipcu 2022 roku utwór został wykonany przez Danię González − uczestniczkę jedenastej edycji talent show La Voz, bazującego na formacie The Voice.

## Twórcy
Informacje za Spotify:
- Główne wokale: Christina Aguilera
- Producenci: Rafa Arcaute, Federico Vindver
- Autorzy: Christina Aguilera, Federico Vindver, Mario Domm, Sharlene Taulé
- Producent wokalu: Jean Rodríguez

## Pozycje na listach przebojów
| Kraj              | Notowanie (2021)         | Wydawca     | Najwyższa pozycja |
| ----------------- | ------------------------ | ----------- | ----------------- |
| Chile             | Airplay Chart            | Soundcharts | 100               |
| Hiszpania         | Spain Digital Songs      | Billboard   | 10                |
| Stany Zjednoczone | Latin Digital Song Sales | Billboard   | 5                 |

Notowania radiowe/internetowe
| Kraj/region | Notowanie (2021–2022) | Wydawca                              | Najwyższa pozycja | Data osiągnięcia pozycji szczytowej |
| ----------- | --------------------- | ------------------------------------ | ----------------- | ----------------------------------- |
| Hiszpania   | Top 50 Songs          | Top 50 Oficial — — Tu Portal Musical | 1                 | 2021–12–20                          |
| Indonezja   | Top 20 Songs          | Soka Radio                           | 2                 | 2022−01−23                          |
| Izrael      | Top 400 Songs         | Kol Rega                             | 20                | 2021−12−03                          |
| Japonia     | Top 400 Songs         | Bay FM                               | 13                | 2021−12−02                          |
| Niemcy      | Top 400 Songs         | AFK Max                              | 2                 | 2022−06−15                          |
| Włochy      | Top 100 — Nowości     | TikTok                               | 26                | 2021−11−25                          |

## Historia wydania
- Indonezja: 18 listopada 2021[43]